# Reed St. Mark
Reed St. Mark američki je bubnjar, najpoznatiji kao bivši bubnjar švicarskog avangardnog heavy metal-sastava Celtic Frost.

## Životopis
St. Mark (rođen kao Reid Cruickshank) pridružio se Celtic Frostu 1985. godine, nakon što je napustio švicarski hard rock sastav "Crown". S Celtic Frostom snimio je EP Emperor's Return i dva albuma To Mega Therion i Into the Pandemonium. Nakon ekstenzivnog sviranja sa sastavom St. Mark napustio je Celtic Frost 1988. godine. Ubrzo nakon toga pridružio se funk metal-sastavu Mindfunk s kojim je snimio istoimeni album. Napustio ga je 1992. i ponovno se pridružio Celtic Frostu tijekom snimanja neobjavljenog albuma Under Apollyon's Sun.
Dok je bio član Celtic Frosta, St. Mark imao je dva zaštitna znaka tijekom svirki: na bubnjevima su mu bile poslagane ženske štikle, a bubnjarske solodionice svirao je velikim palicama. Također je znan po vizualno atraktivnom i lepršavom načinu bubnjanja, kao i po izrazito jakom udaranju samog bubnja. Govori se da je uništavao kožu bubnja na dnevnoj bazi zbog svoje tehnike. 
Godine 2008. St. Mark kratko je bio član glazbenog projekta Triptykon s Thomasom Gabrielom Fischerom, bivšim kolegom iz Celtic Frosta. Također ga se navodi kao suradnika u glazbenom projektu Septimus Orion, čiji je prvi album objavljen 2008.

## Diskografija
Celtic Frost
- To Mega Therion (1985.)
- Into the Pandemonium (1987.)

## Vanjske poveznice
- Reed St. Markova službena web-stranica
- Celtic Frostova službena web-stranica